# Bruyères-et-Montbérault
Bruyères-et-Montbérault település Franciaországban, Aisne megyében. Lakosainak száma 1419 fő (2022. január 1.). Bruyères-et-Montbérault Athies-sous-Laon, Chamouille, Chérêt, Laon, Martigny-Courpierre, Monthenault, Parfondru, Presles-et-Thierny és Vorges községekkel határos.

## Népesség
A település népességének változása:
| Lakosok száma | 1073 | 1269 | 1410 | 1579 | 1558 | 1532 | 1532 | 1475 | 1447 | 1419 |
|               | 1968 | 1982 | 1990 | 2006 | 2013 | 2015 | 2017 | 2019 | 2020 | 2022 |